# Biagio Petrocelli
Biagio Petrocelli (Napoli, 5 maggio 1892 – Spinoso, 1976) è stato un giurista italiano.

## Biografia
Di famiglia lucana, nacque a Napoli il 5 maggio 1892 e morì nel 1976 a Spinoso in provincia di Potenza. Combatté valorosamente nella prima guerra mondiale guadagnando la medaglia al valor militare.
Entrato giovanissimo in magistratura, vi rimase fino al 1933, quando divenne ordinario di diritto e procedura penale presso l'Università di Bari. Della stessa università fu Rettore dal 1937 al 1939. Nel 1940 divenne ordinario di diritto penale nell'Università di Napoli, quindi Preside della Facoltà di Giurisprudenza dal 1951 al 1954 e, infine, Rettore. Fu il fondatore della cosiddetta Scuola di Napoli, caratterizzata da un indirizzo rigorosamente positivista.
Fu strenuo propugnatore del concetto classico della pena, pur nella visione della sempre maggiore umanità del suo contenuto. Sotto la sua guida si formarono varie generazioni di giuristi. Fu Giudice della Corte costituzionale della Repubblica italiana, su nomina del Presidente della Repubblica, dal 1956 al 1968.
Tra le sue opere figurano, oltre al manuale Principi di diritto penale (1944), le monografie: "La pericolosità criminale e la sua posizione giuridica" (1940), "L'appropriazione indebita" (1933), "L'antigiuridicità" (1945), "La colpevolezza" (1948), "Il delitto tentato" (1955). Tra le raccolte sono da menzionare "Saggi di diritto penale" (1952) e "Saggi di diritto penale, seconda serie" (1965). Suoi allievi furono, fra gli altri, Dario Santamaria, Angelo Raffaele Latagliata, Michele Massa, Aldo Moro, Vincenzo Scordamaglia, Andrea Dalia e Antonio Pecoraro Albani.
In suo onore furono pubblicati tre volumi di "Studi" nel 1972 dalla Casa Editrice A. Giuffrè di Milano.